# Premi Emmy 1990
La cerimonia della 42ª edizione dei Primetime Emmy Awards (42nd Primetime Emmy Awards) si è tenuta al Pasadena Civic Auditorium di Pasadena (California) il 16 settembre 1990.
La cerimonia fu presentata da John Larroquette e fu trasmessa dalla Fox.
I Creative Arts Emmy Awards furono consegnati il 15 settembre.

## Primetime Emmy Awards

### Migliore serie televisiva comica o commedia
- Murphy Brown
- Cin cin (Cheers)
- Quattro donne in carriera (Designing Woman)
- Cuori senza età (The Golden Girls)
- Blue Jeans (The Wonder Years)

### Migliore serie televisiva drammatica
- L.A. Law - Avvocati a Los Angeles (L.A. Law)
- China Beach
- In viaggio nel tempo (Quantum Leap)
- In famiglia e con gli amici (Thrirysomething)
- I segreti di Twin Peaks (Twin Peaks)

### Migliore attore in una serie tv commedia
- Ted Danson per il ruolo di Sam Malone in Cin cin (Cheers)
- John Goodman per il ruolo di Dan Conner in Pappa e ciccia (Roseanne)
- Richard Mulligan per il ruolo di Harry Weston in Il cane di papà (Empty Nest)
- Craig T. Nelson per il ruolo di Hayden Fox in Coach
- Fred Savage per il ruolo di Kevin Arnold in Blue Jeans (The Wonder Years)

### Migliore attore in una serie tv drammatica
- Peter Falk per il ruolo di Colombo in Colombo (Columbo)
- Scott Bakula per il ruolo di Sam Beckett in In viaggio nel tempo (Quantum Leap)
- Robert Loggia per il ruolo di Nick Mancuso in Mancuso, F.B.I.
- Kyle MacLachlan per il ruolo di Dale Cooper in I segreti di Twin Peaks (Twin Peaks)
- Edward Woodward per il ruolo di Robert McCall in Un giustiziere a New York (The Equalizer)

### Migliore attrice in una serie tv commedia
- Candice Bergen per il ruolo di Murphy Brown in Murphy Brown
- Kirstie Alley per il ruolo di Rebecca Howe in Cin cin (Cheers)
- Blair Brown per il ruolo di Molly Dodd in The Days and Nights of Molly Dodd
- Delta Burke per il ruolo di Suzanne Sugarbaker in Quattro donne in carriera (Designing Woman)
- Betty White per il ruolo di Rose Nylund in Cuori senza età (The Golder Girls)

### Migliore attrice in una serie tv drammatica
- Patricia Wettig per il ruolo di Nancy Krieger Weston in In famiglia e con gli amici (thirtysomething)
- Dana Delany per il ruolo di Colleen McMurphy in China Beach
- Jill Eikenberry per il ruolo di Ann Kelsey in L.A. Law - Avvocati a Los Angeles (L.A. Law)
- Angela Lansbury per il ruolo di Jessica Fletcher in La signora in giallo (Murder, She Wrote)
- Piper Laurie per il ruolo di Catherine Martell in I segreti di Twin Peaks (Twin Peaks)

### Migliore attore non protagonista in una serie tv commedia
- Alex Rocco per il ruolo di Al Floss in Teddy Z (Teddy Z)
- Kelsey Grammer per il ruolo di Frasier Crane  in Cheers
- Woody Harrelson per il ruolo di Woody Boyd in Cheers
- Charles Kimbrough per il ruolo di Jim Dial in Murphy Brown
- Jerry Van Dyke per il ruolo di Luther Horatio Van Dam in Coach

### Migliore attore non protagonista in una serie tv drammatica
- Jimmy Smits per il ruolo di Victor Sifuentes in L.A. Law - Avvocati a Los Angeles (L.A. Law)
- Timothy Busfield per il ruolo di Elliot Weston in In famiglia e con gli amici (thirtysomething)
- Larry Drake per il ruolo di Benny Stulwicz in L.A. Law - Avvocati a Los Angeles (L.A. Law)
- Richard Dysart per il ruolo di Leland McKenzie in L.A. Law - Avvocati a Los Angeles (L.A. Law)
- Dean Stockwell per il ruolo di Al Calavicci in In viaggio nel tempo (Quantum Leap)

### Migliore attrice non protagonista in una serie tv commedia
- Bebe Neuwirth per il ruolo di "Lilith Crane in Cin cin (Cheers)
- Julia Duffy per il ruolo di Stephanie Vanderkellen in Bravo Dick (Newhart)
- Faith Ford per il ruolo di Corky Sherwood in Murphy Brown
- Estelle Getty per il ruolo di Sophia Petrillo in Cuori senza età (The Golden Girls)
- Rhea Perlman per il ruolo di Carla Tortelli in Cin cin (Cheers)

### Migliore attrice non protagonista in una serie tv drammatica
- Marg Helgenberger per il ruolo di K.C. in China Beach
- Sherilyn Fenn per il ruolo di Audrey Horne in I segreti di Twin Peaks (Twin Peaks)
- Melanie Mayron per il ruolo di Melissa Steadman in In famiglia e con gli amici (thirtysomething)
- Diana Muldaur per il ruolo di Rosalind Shays in L.A. Law - Avvocati a Los Angeles (L.A. Law)
- Susan Ruttan per il ruolo di Roxanne Melman in L.A. Law - Avvocati a Los Angeles (L.A. Law)

### Migliore sceneggiatura per una serie tv drammatica
- L.A. Law - Avvocati a Los Angeles (David E. Kelley)
- L.A. Law - Avvocati a Los Angeles (William M. Finkelstein, David E. Kelley)
- In famiglia e con gli amici (Joseph Dougherty)
- I segreti di Twin Peaks (Mark Frost, David Lynch)
- I segreti di Twin Peaks (Harley Peyton)

### Migliore regia per una serie tv drammatica
- E giustizia per tutti (Thomas Carter)
- In famiglia e con gli amici (Scott Winant)
- L.A. Law - Avvocati a Los Angeles (Win Phelps)
- L.A. Law - Avvocati a Los Angeles (Rick Wallace)
- I segreti di Twin Peaks (David Lynch)

### Migliore sceneggiatura per una serie tv commedia
- Blue Jeans (Bob Brush)
- Cin cin (David Isaacs, Ken Levine)
- Teddy Z (Hugh Wilson)
- Murphy Brown (Diane English)
- Bravo Dick (Bob Bendetson, Mark Egan, Mark Solomon)

### Migliore regia per una serie tv commedia
- Blue Jeans (Michael Dinner)
- Cin cin (James Burrows)
- Quattro donne in carriera (Harry Thomason)
- Teddy Z (Hugh Wilson)
- Cuori senza età (Terry Hughes)
- Murphy Brown (Barnet Kellman)